# Kastanjestrupig apalis
Kastanjestrupig apalis (Apalis porphyrolaema) är en afrikansk fågel i familjen cistikolor inom ordningen tättingar.

## Utseende och läte
Kastanjestrupig apalis är en grå apalis med en tydligt roströd strupe. Den liknar hona beigestrupig apalis, men har tydligare avgränsad rödbrun strupe och grå snarare än vit undersida. Sången är karakteristisk, en vibrerande drill som låter likt en liten gammaldags telefon.

## Utbredning och systematik
Kastanjestrupig apalis förekommer i östra Demokratiska republiken Kongo, Uganda, sydvästra Kenya, Rwanda, Burundi och norra Tanzania. Vissa behandlar den som monotypisk, medan andra urskiljer underarten affinis med förekomst i bergstrakter i sydvästra Uganda. Kaboboapalis (Apalis kaboboensis) behandlas ibland som underart till kastanjestrupig apalis.

### Familjetillhörighet
Cistikolorna behandlades tidigare som en del av den stora familjen sångare (Sylviidae). Genetiska studier har dock visat att sångarna inte är varandras närmaste släktingar. Istället är de en del av en klad som även omfattar timalior, lärkor, bulbyler, stjärtmesar och svalor. Idag delas därför Sylviidae upp i ett antal familjer, däribland Cisticolidae.

## Levnadssätt
Kastanjestrupig apalis hittas i bergsskogar och intilliggande ungskog. Där ses den i par i trädtaket, ofta i kringvandrande artblandade flockar.

## Status och hot
Arten har ett stort utbredningsområde, men tros minska i antal, dock inte tillräckligt kraftigt för att den ska betraktas som hotad. Internationella naturvårdsunionen IUCN listar arten som livskraftig (LC).